# 南楮
南楮（?—?），叶赫那拉氏，金台石的孙子，德尔格勒的儿子，在后金和清朝初年袭封三等梅勒章京。
努尔哈赤以德尔格勒隶满洲正黄旗，授三等副将。天聪三年（1629年），皇太极改封德尔格勒为三等梅勒章京。德尔格勒去世后，天聪八年（1634年），南楮嗣爵三等梅勒章京。天聪九年（1635年）十月，皇太极将自己的一位福晋扎鲁特博尔济吉特氏给了他。
天聪十年（1636年），察哈尔林丹汗死后，所部内乱，皇太极派贝勒多尔衮率军略地。林丹汗的福晋苏泰太后是南楮的姐姐，多尔衮于是派南楮谕降。南楮至蒙古人的大帐，喊人出来，对他们说：“你们苏泰太后之弟南楮到了！”有人入告，苏泰太后大惊，派原来叶赫部陪嫁的人去看，知道是真的。苏泰太后哭着出来，与南楮抱起来，于是让儿子额哲出降。南楮不久之后以罪夺爵，崇德二年（1637年）以南楮的弟弟索尔和嗣爵三等梅勒章京。乾隆初，改二等男。